# Musée byzantin de Paros
 (août 2025).
Le musée byzantin de Paros est situé à Parikiá, la ville principale et port de l'île de Paros dans les Cyclades en Grèce. Fondé à partir des collections commencées au début du XXe siècle par le père Georgios Fil. Skaramagkas (1867-1944), archimandrite desservant la paroisse de l’Église aux Cent Portes, il est installé (littéralement) dans les murs qui entourent la basilique de la Panaghia Katapoliani,.
Il abrite de nombreuses icônes.